# 2019年臺灣
|        | 臺灣歷史 \| 台灣歷史年表 |
| 世纪： | 20世纪臺灣 \| 21世纪臺灣 \| 22世纪臺灣 |
| 年代： | 1980年代臺灣 \| 1990年代臺灣 \| 2000年代臺灣 \| 2010年代臺灣 \| 2020年代臺灣 \| 2030年代臺灣 \| 2040年代臺灣                                           |
| 年份： | 2014年臺灣 \| 2015年臺灣 \| 2016年臺灣 \| 2017年臺灣 \| 2018年臺灣 \| 2019年臺灣 \| 2020年臺灣 \| 2021年臺灣 \| 2022年臺灣 \| 2023年臺灣 \| 2024年臺灣 |
| 纪年： | 己亥年（猪年）、中華民國108年 |

## 政府

### 國家正副元首

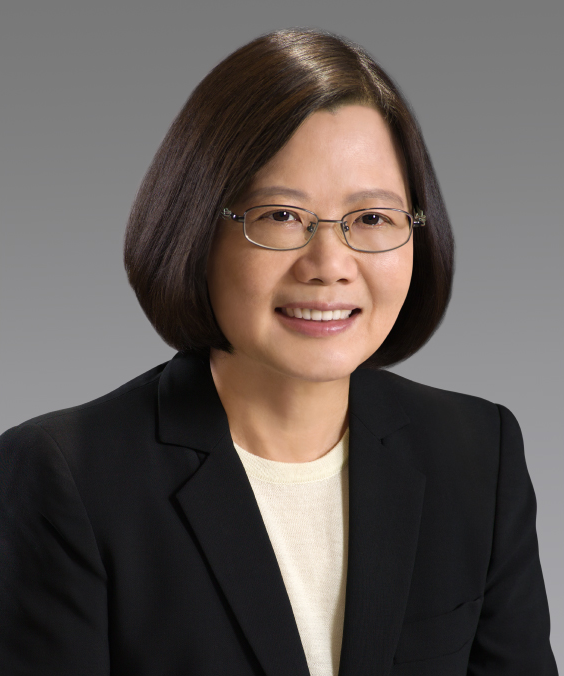
總統：蔡英文
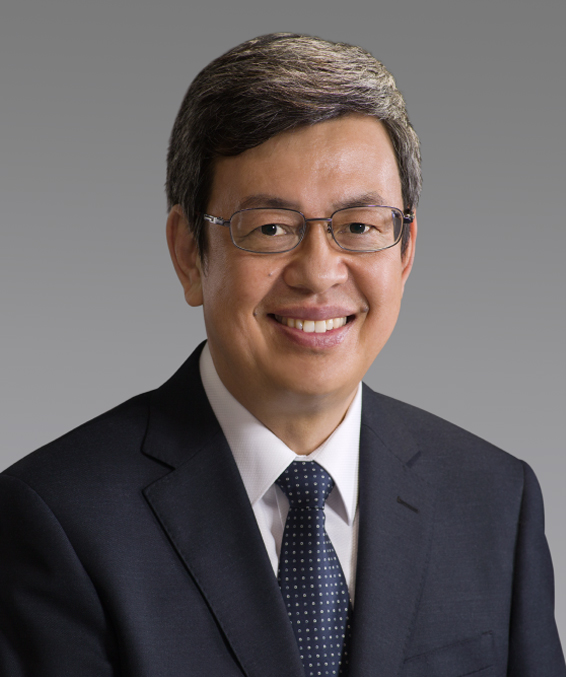
副總統：陳建仁

### 五院首長

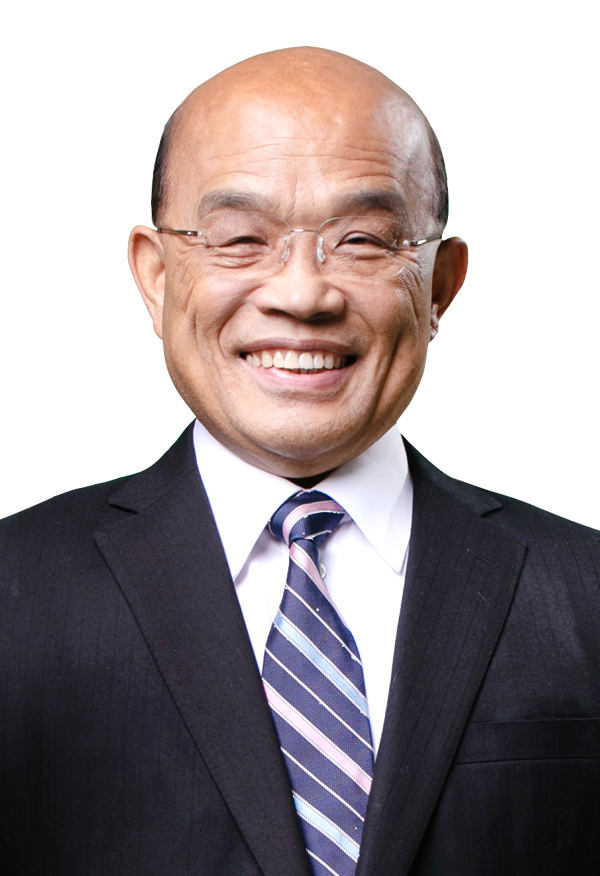
行政院院長：蘇貞昌
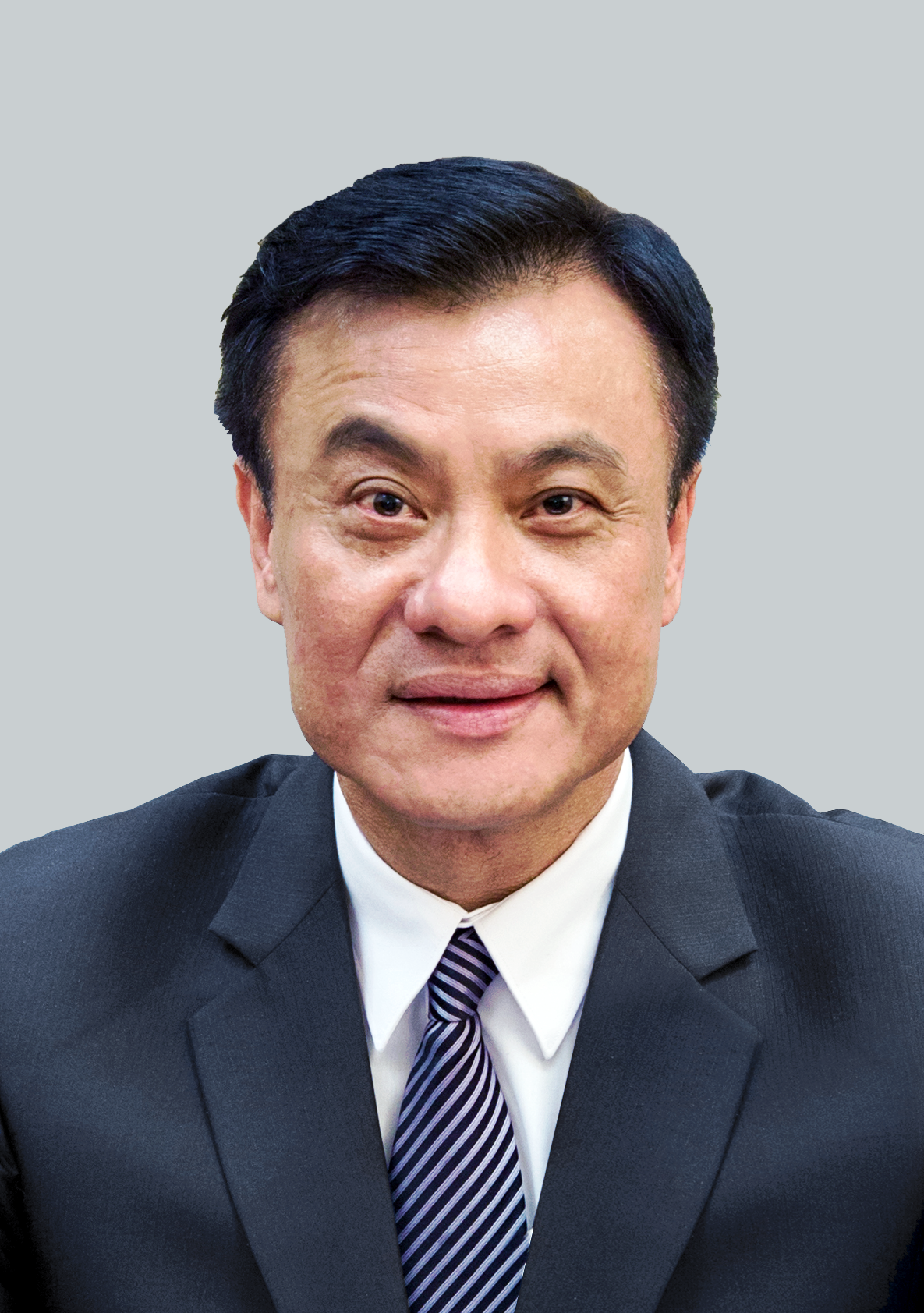
立法院院長：蘇嘉全
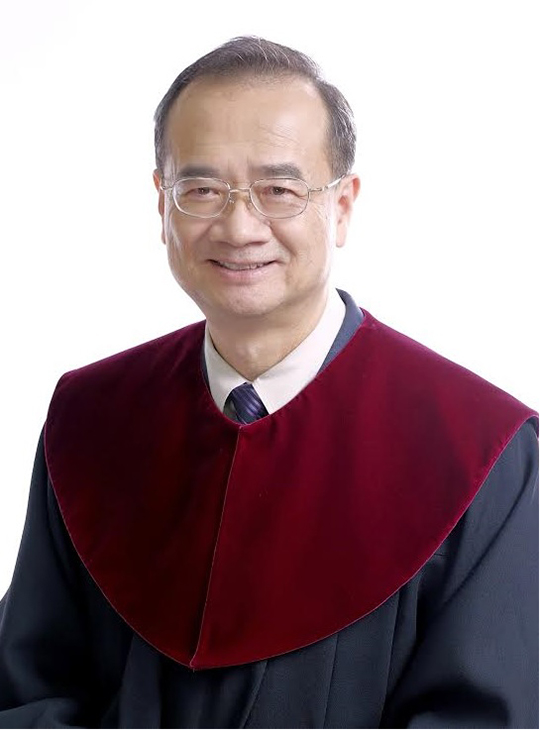
司法院院長：許宗力
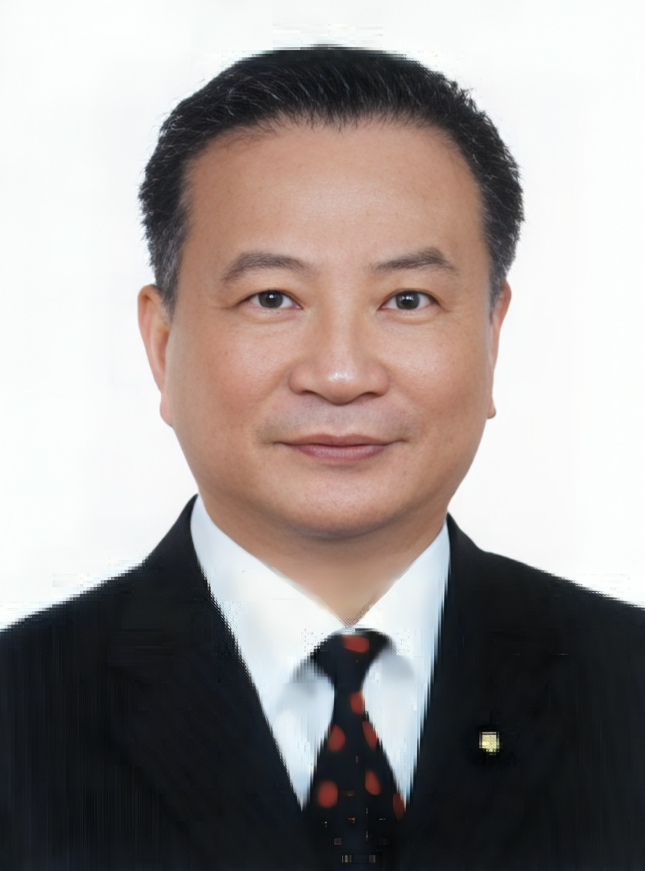
考試院院長：伍錦霖
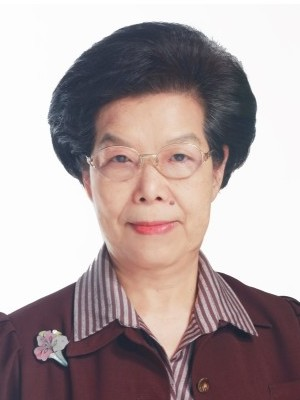
監察院院長：張博雅

### 成員變動

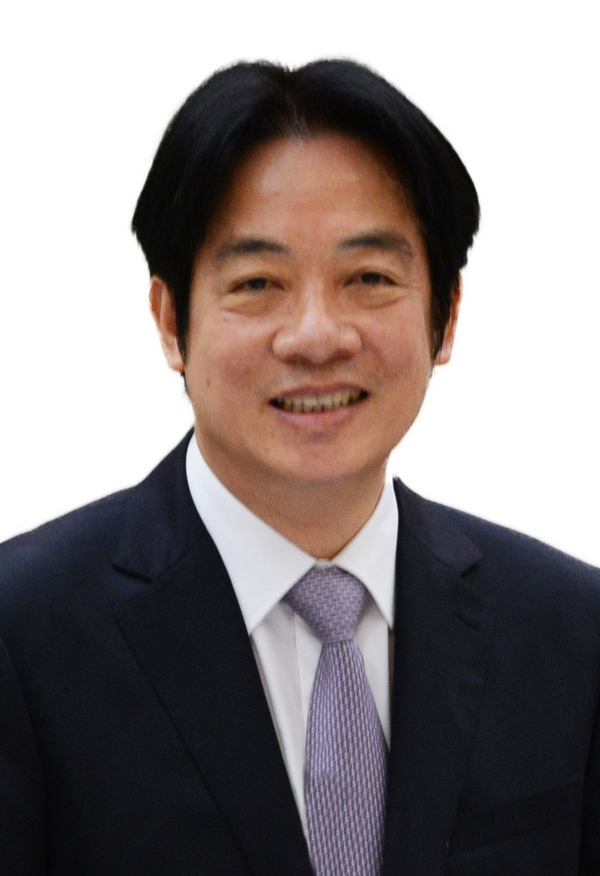
行政院院長：賴清德（內閣總辭）

## 大事記
2019年臺灣：1月 - 2月 - 3月 - 4月 - 5月 - 6月 - 7月 - 8月 - 9月 - 10月 - 11月 - 12月

※給編輯者：本章節請與Portal:臺灣/新聞動態同步更新，並附上參考資料。

### 1月
- 1月1日，實施大型餐飲業如連鎖速食店等，內用將禁止提供塑膠吸管的規定。[1][2]；將依法屆期終止第三代行動通訊（3G）業務。
- 1月4日，金門小坵嶼發現一頭死豬，由於當地沒有養豬場，研判是近日東北季風南下漂流而來[3]。同日農委會防檢局表示，已通報世界動物衛生組織尋求國際合作，並加強海面巡邏[4]。22縣市均已全部設立應變中心，中央地方防疫全面總動員。
- 1月6日，2019年民主進步黨主席補選，填補蔡英文辭職後的主席空缺。

### 2月
- 2月8日，中華航空機師罷工事件。
- 2月23日，赤燭遊戲製作的網路遊戲《還願》疑侮辱中共中央總書記習近平，引起中國大陸的玩家抵制。

### 3月
- 3月4日，2019年臺灣燈會閉幕，創下了1339萬參觀人次。[5]
- 3月16日，2019年臺南市立委補選、彰化縣立委補選、新北市立委補選、金門縣立委補選舉行，結果臺南市由民進黨的郭國文勝選，彰化縣由柯呈枋勝選，新北市由余天勝選，金門縣則是由無黨籍的陳玉珍勝選，成為金門縣首位女立委。[6]
- 3月31日，中華人民共和國中國人民解放軍空軍的2架殲-11戰鬥機越過臺灣海峽中線上空，並進入臺灣西南面空域飛行，中華民國空軍緊急調派戰鬥機攔截示警，殲-11飞行大約10至15分鐘後離去。此次事件是中國人民解放軍空軍戰鬥機自2011年後首次越過臺灣海峽中線，也被認為是自1999年後首度有意地越過臺灣海峽中線[7]，同時視為21世紀以來最為嚴重的越過臺灣海峽中線行為[8]。

### 4月
- 4月7日－4月17日，白沙屯媽祖徒步進香。
- 4月7日－4月16日，大甲媽祖遶境進香活動。
- 4月18日，花蓮發生規模6.1地震。

### 5月
- 5月7日：
  - 臺中市五權車站於11時22分發生自強號列車撞擊臥軌乘客意外。
  - 美國眾議院於今日傍晚通過「2019年臺灣保證法案」與「重新確認美國對台及對執行台灣關係法承諾」決議案。「2019年台灣保證法案」獲得無異議通過；「重新確認美國對臺及對執行《臺灣關係法》承諾」決議案則以414票贊成、0票反對、17票棄權的壓倒性高票數通過。臺灣保證法要求對臺軍售應常態化、重啟臺美貿易協定會談，支持臺灣參與國際組織。對此總統府表示感謝，並認為這在台灣關係法40週年的此刻格外重要。
  - 立法院三讀通過增訂《中華民國刑法》第115-1條，「本章之罪，亦適用於地域或對象為大陸地區、香港、澳門、境外敵對勢力或其派遣之人，行為人違反各條規定者，依各該條規定處斷之。」在外患罪章中增訂條文，將大陸地區、香港、澳門、境外敵對勢力或其派遣之人，納入適用範圍。將中共間諜列人外患罪章，等同「敵國」[9][10]。
- 5月10日，總統令華總一義字第10800048581號，增訂《中華民國刑法》第一百十五條之一條文；並修正第一百十三條條文，並公布之[11]。
- 5月17日，立法院三讀通過制定《司法院釋字第七四八號解釋施行法》，並自同月24日施行，為亞洲同性婚姻法制化首例。[12]
- 5月25日：
  - 外交部宣布，臺灣相應美國在台協會的機構「北美事務協調委員會」（Coordination Council for North American Affairs，CCNAA）將更名為「台灣美國事務委員會」（Taiwan Council for US Affairs，TCUSA）。被視為台美關係的重大進展與突破。
  - 國安會秘書長李大維本月訪問美國，日前在美國與美國國家安全顧問約翰·波頓（John Bolton）會晤，創下自1979年中華民國與美國斷交後首例。
- 5月31日，反年金改革大將、彰化縣軍公教聯盟召集人吳萬固遭爆出性侵安置其寄養家庭名下的少女，少女受害後向縣府社會處舉報，吳男立即被撤銷其照顧人資格，此案經檢警調查，彰化地檢署今年3月將他依違反性侵害防治條例起訴。彰化縣政府社會處於5月31日證實，吳萬固因涉嫌性侵被起訴[13][14]。

### 6月

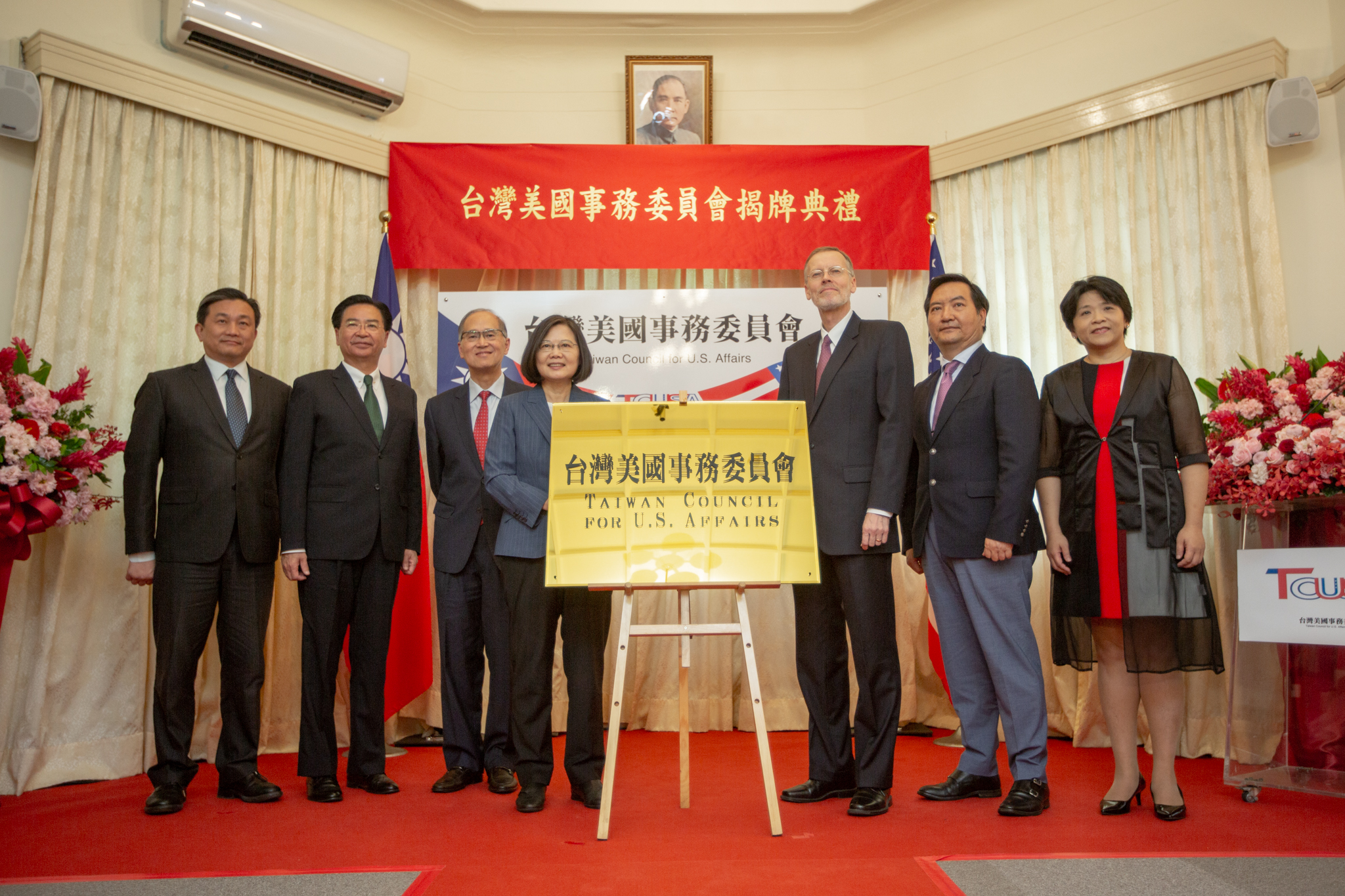
台灣美國事務委員會揭牌典禮。

- 6月6日，「臺灣美國事務委員會」下午揭牌儀式，總統蔡英文與美國在台協會（AIT）台北辦事處處長酈英傑（William Brent Christensen）皆出席揭牌儀式。
- 6月10日，阿羅哈客運一輛由臺北開往高雄之大客車於中山高速公路彰化縣秀水鄉金陵村路段翻落邊坡，造成車上3人死亡、11人輕重傷、2人無恙。[15]
- 6月13日，針對香港警方動用多種武器鎮壓反對修訂《逃犯條例》的香港民眾引起全球關注。總統蔡英文今日下午在總統府敞廳針對香港議題發表談話，蔡英文指出《逃犯條例》修法侵犯中華民國的主權，「我們不會接受，也拒絕以修法為前提的個案移交，合作打擊犯罪不能以侵犯人權的法案為前提，我們不願成為惡法的幫兇」。並說明香港的民主抗爭，不僅讓臺灣人民更加珍惜現有的民主制度與生活方式，也讓臺灣人民深刻感受到「一國兩制」是不可行的。她強調，任何人要破壞臺灣的主權和民主，或者拿去做政治交換的籌碼，「只要蔡英文在，就不會得逞」。
- 6月17日，《公民投票法》部分條文修正案三讀通過，公民投票改為自2021年起每二年舉行一次，投票日則固定於8月第四個週六，不再與選舉同時辦理。[16]
- 6月19日，立法院今日通過《國家安全法》部分修正案，2-1、2-2、5-1、5-2條，2-1條文明定，人民不得為外國、大陸地區、香港、澳門、境外敵對勢力或其派遣之人為下列行為： 一、發起、資助、主持、操縱、指揮或發展組織。二、洩漏、交付或傳遞關於公務上應秘密之文書、圖畫、 影像、消息、物品或電磁紀錄。三、刺探或收集關於公務上應秘密之文書、圖畫、影像、 消息、物品或電磁紀錄；在此次修法中，也特別納入網路共諜行為。除了加重共諜刑責、納入網路共諜行為，退役軍官涉及叛國被確定後，取消領退休金；修法通過後，若被中國納為間諜者，可處7年以上有期徒刑，得併科新台幣5000萬元以上1億元以下罰金。
- 6月20日，發生長榮航空空服員罷工事件。

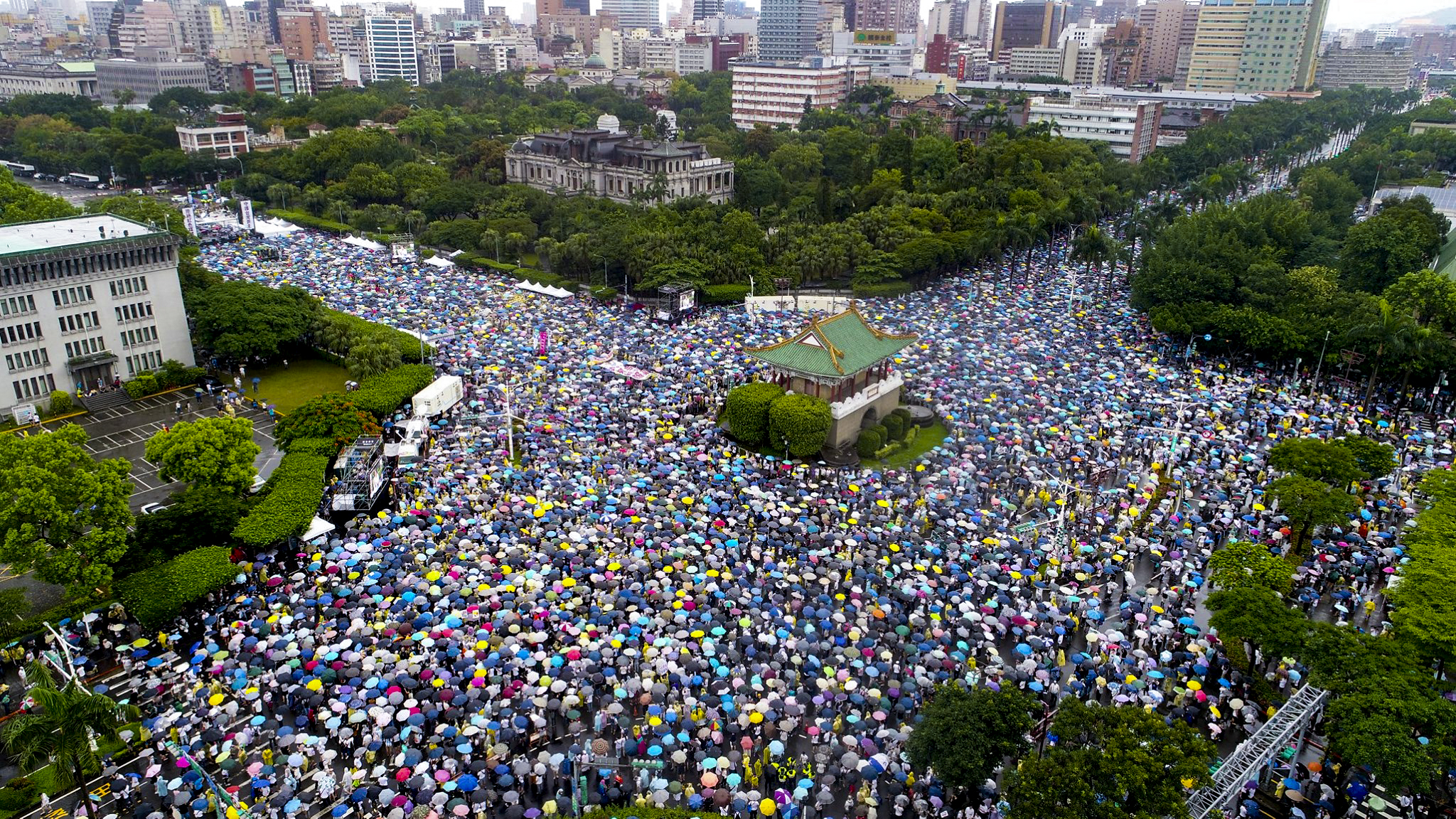
623反親中媒體大遊行，景福門前

- 6月23日，時代力量立委黃國昌與知名網紅館長陳之漢號召舉辦的「623反親中媒體大遊行」今日下午2點在凱達格蘭大道登場。訴求反對中國共產黨的極權主義、拒絕親中媒體（即「紅色媒體」）滲透、守護臺灣的民主與自由，同時聲援香港反對《逃犯條例》修訂草案的運動。
- 6月25日，衛星福衛七號於台灣時間下午2時30分在美國佛羅里達州甘迺迪太空中心成功升空到太空，委託美國太空探索科技公司（SpaceX）搭載獵鷹重型運載火箭發射升空。

### 7月
- 7月1日，雙北的公車收費模式改成上下車皆須刷卡，正式進入巨量資料時代。
- 7月3日，
  - 內政部警政署鐵路警察局高雄分局嘉義派出所員警李承翰登車處理一名情緒不穩定男子，男子刺傷員警，使員警傷重不治，造成刺警命案事件。
  - 立法院臨時會今日三讀通過《兩岸人民關係條例》部分條文修正案，條文明定曾任國防、外交、大陸事務或國安機關之政務副首長、少將以上人員或情報機關首長，不得參與中國黨政軍或具政治性機關團體舉辦的慶典或活動，而做出「妨害國家尊嚴」行為，違者最重將可剝奪其月退俸。根據三讀條文定義，所謂的「妨害國家尊嚴」，是指向象徵中共政權的旗、徽、歌行禮或唱頌或其他類似行為。如果違反規定，原服務機關可停止當事人領受50%到100%月退俸5年，並追繳註銷獎章、勳章、執照及證書，情節重大者更得剝奪其月退俸，並追回已支領的金額；未領取月退俸者，則由原服務機關處200萬到1000萬元以下罰鍰。
- 7月6日，歷經17天的長榮航空空服員罷工事件，在今日長榮航空與桃園市空服員職業工會簽定團體協約，空服員罷工將於10日凌晨零時結束。
- 7月11日，總統蔡英文今日展開加勒比海友邦訪問，於中午12時啟程。前往海地、聖克里斯多福及尼維斯、聖文森國及聖露西亞等四個加勒比海邦交國家，展開12天11夜的「自由民主永續之旅」。
- 7月11日，總統蔡英文展開加勒比海友邦訪問，首日過境美國紐約，於美東時間7月11日下午（臺北時間12日凌晨）抵達甘迺迪國際機場。出席與友邦駐聯合國常任代表的歡迎酒會。這不僅是中華民國總統首次在紐約與友邦聯合國常任代表會見，會見地點選在駐紐約臺北經濟文化辦事處，也創下總統在台灣的駐美館處進行公開活動首例。過去，前總統陳水扁、前總統馬英九都曾於出訪期間過境紐約，但當時仍有許多限制，例如避免公開活動，或限制採訪等。
- 7月15日，2019年拿坡里世界大學運動會閉幕，本屆中華隊派出131名運動員、參與13種競賽，台灣累計拿下9金、13銀、10銅，在118個參賽國中排名第7，寫下境外世大運參賽最佳成績。[17][18]

### 8月
- 8月7日 中國大陸国家电影局宣佈暫停电影和人員参加第56屆金馬獎，因此多部華語電影未投件報名[19]。
- 8月8日，宜蘭縣外海發生芮氏規模6.2之地震。
- 8月15日 美國總統唐納·川普及國務院批准國防部國防安全合作署總額約80億美元的66架F-16V（Blok70）戰隼戰鬥機對臺灣軍售案，已知會國會待審查通過。[20][21]
- 8月20日 臺灣設計師江孟芝在樹林車站發表國立集集美術館的列車視覺設計成果[22]，爆出係從圖庫抓圖及抄襲醜聞[23]。
- 8月23日 司法院大法官會議針對反年金改革團體提出的軍公教年改釋憲案，發布釋字第781、782、783號解釋。[24]
- 8月29日 經濟學人資訊社公布2019年全球安全城市報告，臺北在數位安全、基礎建設安全、醫療安全及個人安全等類別綜合評比中排第22名。[25]

### 9月
- 9月11日 臺北市政府警察局松山分局員警請檢察官指揮下，在周長輝的新北市三重住處查獲5小包安非他命、吸食器等犯罪工具。周長輝坦承吸食安非他命，但否認販賣毒品，並被移送到臺灣新北地方檢察署。經複訊後，檢察官依持有、施用第二級毒品等罪名，諭令周長輝以新台幣5萬元交保[26][27]。
- 9月16日 索羅門群島民主進步執政聯盟（DCGA）召開黨團會議，決定斷絕與中華民國現有的外交關係，隨後索羅門內閣同意此項表決結果，決定終止自1983年以來締結和中華民國的外交關係。[28]
- 9月24日 中華民國空軍新一代教練機，T-5勇鷹高級噴射教練機首架下線[29]。

### 10月
- 10月1日 宜蘭南方澳跨海大橋約上午九點三十分發生橋斷裂事件。[30]
- 10月2日 台灣第三大航空公司，星宇航空正式發表航空全制服JX Style系列與座艙設計及機艙設備。預計2020年1月23日正式開業[31][32]。
- 10月4日 台灣規模最大的飲料瓶罐印刷與充填代工廠，股票上市公司宏全國際集團，設有空氣污染處理設備，卻故意沒有開啟使用，漏報高達7729萬元的空氣污染防制費，環保署用熱顯像儀探測，於2017年10月發現煙囪溫度始終40多°C，把沒有處理過的廢氣直接排放出去，台中地檢署依詐欺得利罪與違反空氣污染防制法起訴19人。[33]
- 10月13日 副總統陳建仁參加教廷封聖典禮，會晤教宗並邀訪臺。[34]
- 10月14日 因國慶假期連續發生兩起外送員死亡車禍，勞動部針對餐飲外送業者 foodpanda 和 Uber Eats 實施勞檢[35]，認定其與外送員屬僱傭關係[36]，要求業者提供相關資訊，若未提供將依《勞基法》裁罰最高新台幣175萬元。
- 10月17日 美國聯邦公報公告，准許並生效臺灣芭樂輸美檢疫規定[37]，臺灣成為繼墨西哥後，全球第二個芭樂能輸美的地区。
- 10月21日 針對香港政府20日發佈關於潘曉穎命案的聲明，陸委會發言人邱垂正回應[38]，台港無刑事司法協作，港府如何積極依法配合、且將臺灣視為中國的一部分，導致雙方不能進行司法互助協商。
- 10月26日 2019年臺灣同志遊行於臺北市[39][40]舉行，超過20萬人[41]、200組團體[42]，參與路線從臺北市政府到總統府前凱達格蘭大道的活動[43]。
- 10月28日 原住民族委員會報告首度以國家語言——阿美語和排灣語的文字書寫。[44]
- 10月29日 F-16V（Block70）採購特別條例三讀通過。[45]
- 10月30日 美國聯邦參議院一致通過[46]旨在要求行政部門採取積極行動、支持臺灣國際參與[47]的《臺北法案》[48]。

### 11月
- 11月8日 文化內容策進院揭牌。[49]
- 11月12日 位在苗栗縣竹南鎮的臺灣首座商業海洋風電離岸風場啟用，預計年底商轉。[50]
- 11月13日 宋楚瑜宣布參選2020年總統大選。[51]
- 11月14日 反送中戰場進入大學校園內，教育部成立專案小組，協助在港學生來臺就讀。[52]
- 11月15日 中華隊在世界棒球12強賽以第5名作收，須在隔年最終資格賽中奪冠，方能取得東京奧運門票。[53]
- 11月18日 臺灣與美國、日本三方軍事合作，共同監視解放軍航空母艦行經臺灣海峽。[54]
- 11月20日 高雄港籍「萇薪輪」貨船於當日21時50分與廣東一艘貨輪在福建省福州市閩江口川石島南側發生碰撞，造成6名臺籍船員、3名印尼船員落海；隔日凌晨救起七人，而另外兩名臺籍船員的遺體分別於22日、27日被發現。[55][56]
- 11月22日 經濟部宣布補償蘭嶼達悟族人25.5億元，以彌補政府未告知即核定興建核廢料貯存場所造成的傷害。[57]
- 11月23日 一名向澳洲政府投誠並尋求政治庇護的中國間諜王立強（音譯），稱介入臺灣2018年及2020年大選。[58]
- 《陽光普照》獲第56屆金馬獎最佳劇情長片等5個獎項，與《返校》並列大贏家。[59]
- 11月28日 金管會督導銀行公會研議將數位存款帳戶申請對象擴大，針對非自然人部分，本次開放負責人為本國成年自然人之獨資組織；而自然人部分，則開放年滿7歲以上且領有國民身分證之本國未成年人及持有晶片居留證之外國成年人。銀行公會並於同年11月25日時，已將修正後的「銀行受理客戶以網路方式開立數位存款帳戶作業範本」轉發通知各銀行參考使用[60]。
- 11月30日 向心夫婦涉王立強共諜案，違反《國家安全法（页面存档备份，存于）》，臺北地檢署將透過國際刑事司法互助法向澳洲政府提出個案協助。[61]

### 12月
- 12月4日 兒童福利聯盟文教基金會開記者會，針對置產爭議提出四點聲明。[62]
- 12月5日
  - 臺北地檢署檢察官偵辦108年度偵字第10242號、第19151號被告楊蕙如等妨害公務案，起訴楊蕙如等2人。[63]
  - 泰國貿易經濟辦事處宣布泰國電子簽證新制延至2020年3月實施。[64]
- 12月8日 臺灣第五代行動通訊技術（5G）釋照，5大電信業者競標。[65]
- 12月9日「撒奇萊雅語維基百科」正式上線，撒奇萊雅語維基百科是第一個正式成立的台灣原住民族語維基百科[66]。
- 12月10日
  - 立法院三讀通過修正《考試院組織法》，考試委員人數調降為7至9人，任期減為4年。[67]
  - 德國聯邦議院請願委員會召開與臺灣建交請願案公聽會。[68]
  - 苗栗縣議會三讀通過《石虎保育自治條例》。[69]
- 12月12日 遠東航空發言人盧紀融發表聲明，因公司長期營運虧損，資金籌措困難，將於12月13日起停止一切飛航營運。[70]
- 12月13日
  - 國防部與美方就F-16V戰機、M1A2T戰車及新型拖式反裝甲飛彈系統等軍售案簽署總金額達新臺幣2,900億元的發價書。[71]
  - 立法院三讀通過修正《國家情報工作法》，間諜最重可處無期徒刑並終身追訴。[72]
  - 來臺灣觀光國際旅客連續5年破千萬人次，人數再創新猷。[73]
  - 遠東航空董事長張綱維表示公司將持續營運，聲稱此次停飛事件誤會。[74]交通部長林佳龍要求遠航必須先處理消費者、旅客跟旅行社權益，與員工的權利保障，目前尚未復飛。[75]因此，就算遠航在限期內處理所有積壓問題，最少亦要到2020年2月才會復飛[76]。
- 12月16日 網紅[[[Wikipedia:格式手册/链接#章節|錨點失效]]]波特王在合拍片中稱蔡英文「總統」，遭中國合作方要求下架影片、解約及片面更改微博的登入密碼。[77]
- 12月17日
  - 漢翔與洛克希德·馬丁簽署策略聯盟合作協議，推動在臺灣成立F-16戰機亞太維修中心。[78]
  - 臺灣加權股價指數睽違29年再度站上12,000點。[79]
- 12月26日 Wecare高雄、公民割草行動和台灣基進等公民團體之代表赴中央選舉委員會，送交罷免高雄市市長第一階段提議書。[80]
- 12月31日 立法院三讀通過《反滲透法》，涉案人員最重可處5年刑期、得併科新臺幣1,000萬元罰金。[81]

## 節日與主題
以下列出2019年與臺灣社會相關的重大事件、節日及活動。

### 1月
- 1月1日：元旦，中華民國開國紀念日，台北101跨年煙火表演
- 1月5日：小寒
- 1月13日：臘八
- 1月18日：中小學107學年度第一學期結束
- 1月20日：大寒
- 1月21日：尾牙
- 1月19日–2月10日：中小學107學年度寒假
- 1月25日–1月26日：108學年度大學學科能力測驗
- 1月29日：送神

### 2月
- 2月4日：立春、除夕
- 2月5日：農曆新年
- 2月6日：回娘家
- 2月7日：祭祖
- 2月8日：迎神
- 2月9日：開市
- 2月11日：中小學107學年度第二學期開始
- 2月13日：天公生
- 2月14日：西洋情人節
- 2月19日：元宵節、雨水
- 2月19日─3月3日：屏東2019年臺灣燈會
- 2月28日：和平紀念日

### 3月
- 3月6日：驚蟄
- 3月8日：婦女節
- 3月12日：植樹節
- 3月14日：白色情人節
- 3月21日：春分
- 3月29日：青年節

### 4月
- 4月1日：愚人節
- 4月4日：兒童節
- 4月5日：清明節
- 4月7日：言論自由日
- 4月20日：穀雨
- 4月21日：復活節
- 4月22日：世界地球日
- 4月27日：媽祖生

### 5月
- 5月1日：勞動節
- 5月6日：立夏
- 5月12日：母親節、浴佛節
- 5月21日：小滿

### 6月
- 6月3日：禁煙節
- 6月6日：芒種
- 6月7日：端午節
- 6月21日：夏至

### 7月
- 7月1日─7月3日：108學年度大學入學指定科目考試
- 7月1日：中小學暑假開始
- 7月7日：小暑
- 7月23日：大暑

### 8月
- 8月1日：鬼門開
- 8月7日：七夕
- 8月8日：立秋、父親節
- 8月15日：中元節
- 8月23日：處暑
- 8月29日：鬼門關
- 8月30日：中小學108學年度第一學期開學

### 9月
- 9月3日：軍人節
- 9月8日：白露
- 9月13日：中秋節
- 9月23日：秋分
- 9月28日：教師節

### 10月
- 10月7日：重陽節
- 10月8日：寒露
- 10月10日：國慶日、國慶煙火
- 10月24日：霜降
- 10月25日：臺灣光復節
- 10月31日：萬聖節

### 11月
- 11月8日：立冬
- 11月12日：國父誕辰紀念日
- 11月22日：小雪
- 11月28日：感恩節

### 12月
- 12月7日：大雪
- 12月22日：冬至
- 12月24日：平安夜
- 12月25日：行憲紀念日、聖誕節
- 12月31日：全台各地跨年

## 逝世

### 1月
- 1月1日：蔡鼎三，58歲，台灣政治人物，民進黨籍嘉義縣縣議員。網路名人蔡阿嘎的堂叔。肺炎病逝。
- 1月4日：陳興餘，60歲，台灣黑道人物，前四海幫堂主。心臟病。
- 1月6日：洪濤，97歲，台灣男演員，代表作為中視《長白山上》所飾演「老狐狸」賀慶山。器官老化與心臟衰竭。
- 1月8日：黃金島，92歲，台灣人，二二八事件時曾參加二七部隊，擔任警備隊長對抗政府。
- 1月10日：陳長明，64歲，台灣原住民長跑運動員、政治人物，前花蓮縣議員、曾參加1984年洛杉磯奧運，病逝。
- 1月18日：陳昱安，37歲，台灣死刑犯，於2010年持菜刀和生魚片刀狂砍其父親111刀致死，被判處死刑定讞，2019年1月18日在台北看守所內以橡皮筋套住脖子自縊身亡。
- 1月21日：吳季芸，36歲，綽號「G哥」，台灣女性登山客，以在台灣百岳山頂穿著比基尼泳衣合影聞名，於南投縣信義鄉駒盆山馬博橫斷墜谷失溫（遺體發現日）。
- 1月23日：林清玄，65歲，台灣作家。
- 1月24日：潘烏吉：94歲，台灣新社部落噶瑪蘭族女巫。
- 1月25日：毛守義，90歲，中華民國陸軍101兩棲偵察營退役中校，有「馬祖海龍王」稱號。
- 1月26日：陳計男，82歲，前司法院大法官，病逝於臺北市立聯合醫院和平院區。
- 1月26日：楊德智，77歲，中華民國陸軍退役2級上將
- 1月28日：謝明賢，48歲，台灣教師，長期致力於花蓮縣偏鄉地區的教育，交通事故。
- 1月30日：林忠雄，78歲，台灣桌球愛好人士，台南市桌球訓練營創辦人。曾培養蔣澎龍、江宏傑與鄭怡靜等職業桌球運動員。病逝。
- 1月30日：張婷婷，45歲，台灣知名編舞者，癌症。

### 2月
- 2月1日：張忠仁，42歲，台灣人，和弟弟張忠義是亞洲首對成功分割的連體嬰兄弟，腦幹出血。
- 2月7日：陳文將，65歲，台灣黑道人物，重量級黑道組織「至尊盟」首腦。食道癌。
- 2月7日：蕭澤宏，69歲，台灣角頭老大，「天道盟」創始發起人之一。肺腺癌。
- 2月9日：黃爾璇，82歲，民進黨創黨第一任秘書長。
- 2月13日：謝旺穎，45歲，內兒科醫師，長期提倡另類生酮飲食，肝膿瘍引發敗血症。
- 2月14日：高俊明，89歲，台灣基督長老教會牧師，曾任中華民國總統府資政。
- 2月17日：廖天隆，72歲，台灣政治人物，5屆無黨籍嘉義市議員。燒炭自殺。
- 2月20日：黃福田，84歲，「北投黃家」後裔，臺灣客家鄉土劇、戲曲演員，肺炎導致多重器官衰竭。
- 2月22日：蘇振平，92歲，中華民國審計官員，1989年至2007年擔任審計部部長，為審計部有史以來任期最長的審計長。
- 2月24日：陳仁榮，67歲，民進黨籍台中市議員邱素貞的夫婿、現任南區國光里長。

### 3月
- 3月3日：
  - 余邦，65歲，台灣演員，糖尿病併發症病逝馬偕醫院。
  - 李俊賢，62歲，台灣前高雄市立美術館館長、藝術家。
- 3月6日：麥朝成，77歲，台灣中央研究院第20屆院士。
- 3月8日：畢耀遠（荷蘭語：Fr. Anthony Pierrot），96歲，荷蘭籍天主教神父，長年在台灣服務，若瑟醫院創辦人。
- 3月15日：羅結，94歲，台灣企業家、排名第六富豪，全球第九大輪胎廠正新橡膠創辦人。
- 3月16日：吳樂天，71歲，台灣媒體廣播資深主持人。
- 3月20日：林添福，94歲，台灣陶藝大師。
- 3月22日：李錫奇，81歲，台灣藝術家。2012年國家文藝獎得主、有「藝壇變調鳥」之稱。
- 3月25日：陳幸進，75歲，曾任新北市議會議長，咽喉癌。

### 4月
- 4月1日：
  - 柯慶明，73歲，台灣文學家，國立臺灣大學中國文學系所、台灣文學研究所（創所所長）教授。
  - 葉博文，72歲，台灣社會運動者、實業家，臺北二二八紀念館創館館長。
- 4月3日：許文政，95歲，台灣政治人物，羅東博愛醫院創辦人。
- 4月4日：阿怪，本名陳志翰，45歲，台灣音樂製作人，代表作《三天三夜》。
- 4月7日：黃貴潮，阿美族名Lifok，87歲，是台灣研究原住民文學、人類學、阿美族文化重要瑰寶。
- 4月15日：顧德莎，63歲，是台灣台語文學的詩人作家。
- 4月16日：蔡東儒，31歲，台灣歌手，參加過第五屆超級偶像比賽獲得第四名。
- 4月20日：應明皓，76歲，台灣企業家、圍棋活動家、應昌期圍棋教育基金會理事長。
- 4月24日：任海傳，56歲，台灣公務人員，任職法務部調查局苗栗縣調查站。
- 4月25日：姜良明，65歲，台灣政治人物，新竹縣北埔鄉前任鄉長。病逝。
- 4月28日：林昭文，83歲，台灣企業家，有「台灣阿拉伯王」之稱，胰臟癌。
- 4月29日：蘇昱彰，78歲，台灣武術家，日本漫畫《拳兒》的原型人物。

### 5月
- 5月5日：施啟揚，84歲，臺灣法學學者、前司法院院長，逝於新北市三峽區自宅。
- 5月5日：李碧鑾，98歲，臺塑創辦人王永在夫人，臺塑總裁王文淵母親，於12點44分逝於自家。
- 5月10日：陳嘉爵 ，49歲，台灣記者與主播，腦癌病逝。
- 5月13日：羅銅壁，92歲，化學家，台灣蛋白質化學研究先驅，中央研究院第16屆院士。
- 5月23日：平鑫濤，91歲，台灣出版業和影劇業企業家、翻譯家。
- 5月24日：李奇茂，94歲，台灣水墨畫家。
- 5月25日：牟敦芾，78歲，台灣導演，代表作《黑太陽731》。
- 5月26日：吳光武，54歲，台灣導演，代表作《花開大富貴》、公視人生劇展《淚滴卡卡》。

### 6月
- 6月1日：
  - 韓光渭，89歲，中華民國海軍退役少將，已退休工程科學博士，是中華民國重要國防武器雄風飛彈一型、二型計畫主持人，被稱為「雄風飛彈之父」。
  - 霍德明，64歲，台灣政治大學金融系教授，後於北京大學任教。
- 6月3日：賀一航，64歲，台灣知名電視節目主持人。
- 6月4日：蔡仁厚，89歲，台灣新儒家代表人物、東海大學榮譽教授。
- 6月9日：
  - 馬如龍，80歲，本名黃政雄，臺灣知名男演員。以電影《海角七號》中的洪國榮一角及《艋舺》中的Geta角色聞名。因肺腺癌惡化在台北市新光吳火獅紀念醫院過世。
  - 王振鵠，94歲，台灣圖書館學家，曾任國立中央圖書館館長，並於台灣師範大學、台灣大學任教。
- 6月10日：章民強，99歲，企業家，太平洋建設創辦人。
- 6月18日：
  - 江明學，58歲，台灣資深歌手，上吊輕生（遺體發現日）。
  - 楊宿智，61歲，台灣企業家，飛特立航空董事長，航空事故身亡。

### 7月
- 7月1日：李志榮，57歲，水果攤商、鎮代。
- 7月4日：
  - 陳俊朗，55歲，台東「孩子的書屋」創辦人，心臟病。
  - 李承翰，24歲，內政部警政署鐵路警察局警察，殉職。
- 7月7日：薛育承，35歲，台灣消防員，任職宜蘭縣政府消防局冬山分隊，2018年宜蘭普悠瑪列車出軌事故負責檢傷事務，自殺[82]。
- 7月11日：
  - 胡定華，76歲，台灣企業家，半導體業界大老、旺宏電子前董事長。
  - 張皓評，51歲，台灣撞球國手。
- 7月13日：林三郎，75歲，台灣政治人物，曾任高雄縣議員、高雄縣鳳山市長。
- 7月22日：林鷹，72歲，台灣導演，因胃癌病逝。
- 7月26日：黃煌煇，72歲，台灣水利專家、行政院海洋委員會首任主任委員。

### 8月
- 8月4日：
  - 陳慶芳，68歲，台灣文化界人士、古文物收藏家，曾任彰化縣文化局長。
  - 林朝家，93歲，台灣樹人醫護管理專科學校創辦人。
- 8月5日：張再興，88歲，金門石雕家，太武山「毋忘在莒」勒石之共同鑿刻人。
- 8月16日：鄭紹良，85歲，台灣政治人物，總統府前顧問。
- 8月17日：
  - 薄柔纜（英語：Roland Perter Brown），93歲，美國籍外科醫生，門諾會海外宣道會傳教士，花蓮基督教門諾會醫院創辦人。
  - 薛球，53歲，台灣罪犯，曾名列「十大槍擊要犯」。
  - 楊力宇，86歲，台灣政治學者，薛頓賀爾大學榮休教授。
- 8月24日：劉張秀，86歲，暱稱「快樂嬤」，台灣最年長的YouTuber。
- 8月30日：羊子喬，69歲，台灣詩人，詩集作品:《月浴》、《收成》、《羊子喬卅年詩選》。

### 9月
- 9月5日：謝東寧，51歲，台灣劇場導演。
- 9月8日：謝聰敏，85歲，台灣政治人物。
- 9月9日：張復，89歲，中華民國空軍退役將領，雷虎小組初代成員、第4任領隊，肺癌。
- 9月10日：詹德茂，62歲，台灣流行歌曲作詞家，肺癌。
- 9月15日：柯菊蘭，97歲，台灣原住民，泰雅族文面國寶，肺炎。
- 9月16日：
  - 唐碩，20歲，臺灣交通大學電機工程學系學生，曾獲得多項國家級大獎，自殺。
  - 蔣篤慧，49歲，台灣配音員，其作品遍布火影忍者、櫻桃小丸子、蠟筆小新、名偵探柯南等知名經典動畫，也錄製動畫、廣告以外的配音，子宮頸癌末期併發多重器官衰竭[83]。
- 9月20日：史明，100歲，臺灣政治人物，革命家，總統府資政，前中共地下黨員，獨立臺灣會創辦人，臺灣獨立運動左派領導人。[84]

### 10月
- 10月3日：江超平，60歲，臺灣補教界國文老師，食道癌。
- 10月7日：劉鐘元，86歲，台灣歌仔戲河洛創團團長。
- 10月11日：甄彥文，91歲，中華民國陸軍退伍榮民、作家。
- 10月12日：陳志通，49歲，台灣縮時攝影大師，曾透過長時間的鏡頭耐心將台灣各地美景記錄下來，在YouTube頻道《縮時台灣》中累計共42支影片。因大腸癌惡化逝世，中央氣象局副局長鄭明典悼其：「詮釋台灣之美狂人」之美名。[85]
- 10月15日：殷文琦，54歲，台灣作曲家，胃癌。
- 10月16日：幸佳慧，46歲，台灣兒童文學作家，壺腹癌。
- 10月21日：曾俊凱，50歲，台灣教育人物，新北市鶯歌區鳳鳴國小校長，火災罹難。
- 10月24日：吳漪曼，88歲，臺灣鋼琴家，音樂教育家，鋼琴家葉綠娜的老師。
- 10月30日：黃河明，72歲，台灣企業家，曾任台灣惠普科技董事長、資訊工業策進會董事長，墜樓身亡。
- 10月31日：黃國俊，62歲，台灣企業家、資拓宏宇董事長，前總統府國策顧問、資策會前副執行長。

### 11月
- 11月6日：林志昇，69歲，台灣政治人物，前國民大會代表、民間組織台灣民政府秘書長，跌倒導致顱內出血。
- 11月9日：吳王笑雲，88歲，臺灣閩南語鄉土劇及歌仔戲演員，肝硬化導致多重器官衰竭。
- 11月11日：李宏鳴，43歲，中華民國交通部民航局主任航管員、知名航空部落客，癌症。
- 11月13日：光頭哥哥，本名陳俊傑，44歲，台灣知名YouTuber暨Twitch實況主，出血性腦中風等多重疾病引發多重器官衰竭。
- 11月15日：畢嘉士（挪威語：Olav Bjørgaas），93歲，挪威籍醫生，長年在台灣行醫，有小兒麻痺之父之稱。[86]
- 11月18日：唐心北，59歲，臺灣精神科名醫，腦溢血。
- 11月18日：林清，88歲，臺灣物理學者，為臺灣首名女性物理學博士，曾任教於國立臺灣大學、東吳大學。
- 11月19日：賴阿勝，70歲，台灣出版家、桂冠出版社負責人，登山墜谷意外。
- 11月21日：
  - 陳明忠，90歲，台灣白色恐怖受難者，中共地下黨員。
  - 張永宗，56歲，台灣教育界人物，臺中市立忠明高級中學校長。（遺體發現日期）
- 11月25日：張鏡湖，92歲，臺灣教育家、中國文化大學董事長。
- 11月27日：高以翔，本名曹志翔，35歲，加拿大籍台灣男演員、模特。錄製真人秀節目時心源性猝死。

### 12月
- 12月1日：葉勝雄，42歲，臺灣兒科醫師，稱號「天使醫生」，癌症[87]
- 12月3日：曾永賢，96歲，中華民國總統府國策顧問，曾參與中國共產黨臺灣省工作委員會，病逝。
- 12月5日：侯傑，73歲，臺灣演員，病逝。
- 12月7日：許貿淞，82歲，臺灣國寶級漫畫家，病逝。
- 12月17日：尉天驄，84歲，臺灣作家，曾擔任筆匯、文學季刊、中國論壇等刊物主編，並曾任教於國立政治大學，病逝於臺北市立萬芳醫院。
- 12月23日：林良，95歲，臺灣兒童文學作家，曾任《國語日報》社長、董事長，於自宅辭世。